# Термохімічне рівняння
Термохімічне рівняння (рос. термохимическое уравнение, англ. thermochemical equation) — стехіометричний запис хімічної реакції, що включає як кількість і природу реагентів, так i тепловий ефект реакції, і де вказуються також стан реагентів та інколи температура й тиск, за яких вона відбувається. Таке рівняння описує і стехіометрію, і енергетику реакції, наприклад:
CH4(г) + 2O2(г) → CO2(г) + 2H2O(г), ΔH = –2220 кДж
Це означає, що коли 1 моль газоподібного CH4 згорає в 2 моль газоподібного кисню, утворюються 1 моль газоподібного CO2 і 2 моль пари води та виділяється 2220 кДж тепла.